# مجتمع ورزشی المپیکی تساغکادزور

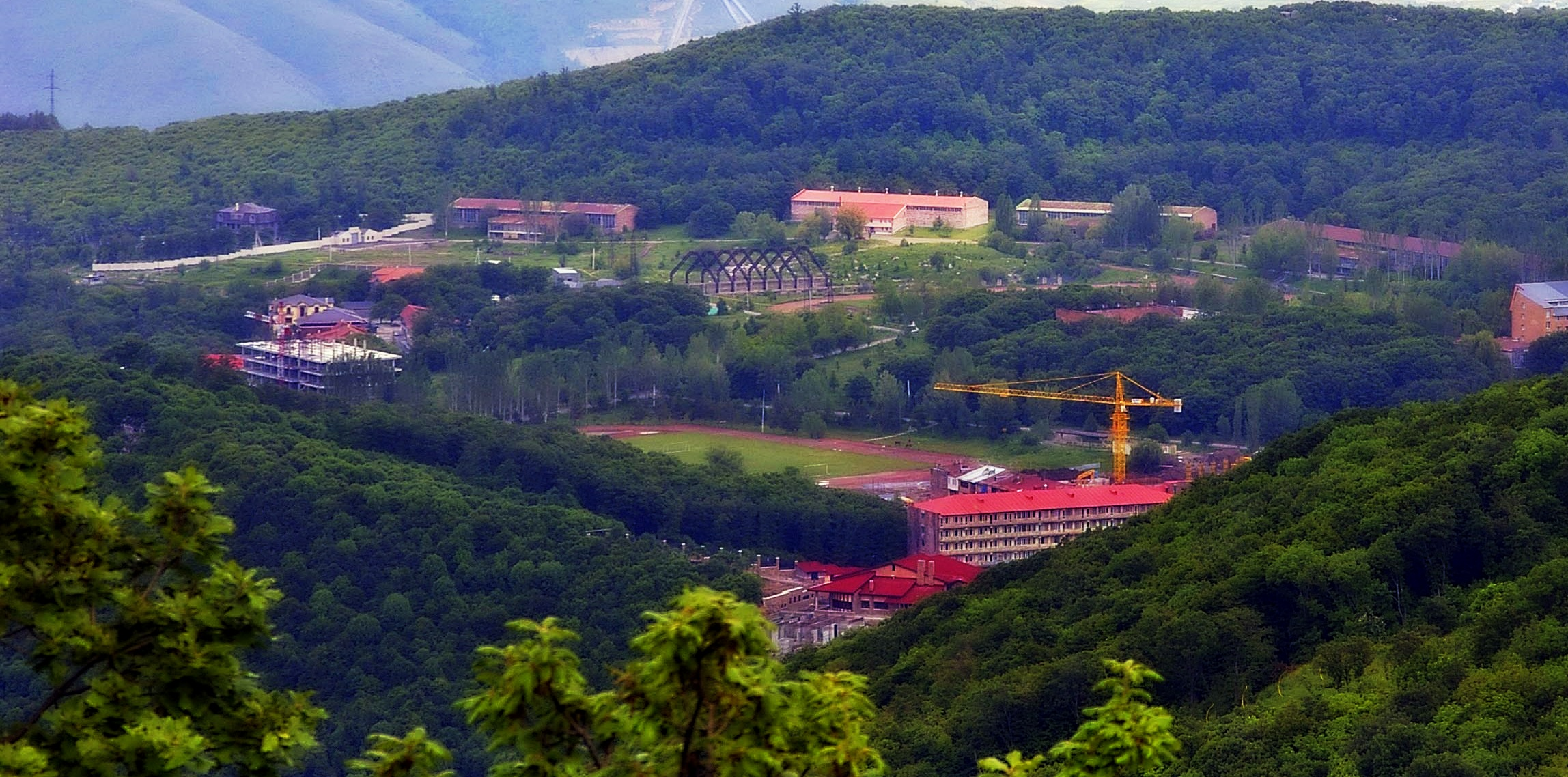
نمایی از مجتمع ورزشی المپیکی تساغکادزور - ۲۰۰۸

مجتمع ورزشی المپیکی تساغکادزور (ارمنی: Ծաղկաձորի Օլիմպիական Մարզահամալիր) یک مجمتع تمرینی چند ورزشی در شهرک تفریحگاه کوهستانی تساغکادزور در استان کوتایک ارمنستان می‌باشد. این مکان به عنوان یک ورزشی با مالکیت دولت جمهوری شوروی سوسیالیستی ارمنستان در سال ۱۹۶۷ گشایش یافت. این مجمتع در سال‌های ۲۰۰۷ و ۲۰۰۸ با هزینه تقریبی ۸ میلیون دلار آمریکا به صورت کامل بازسازی شد.